# Qualità dell'aria interna

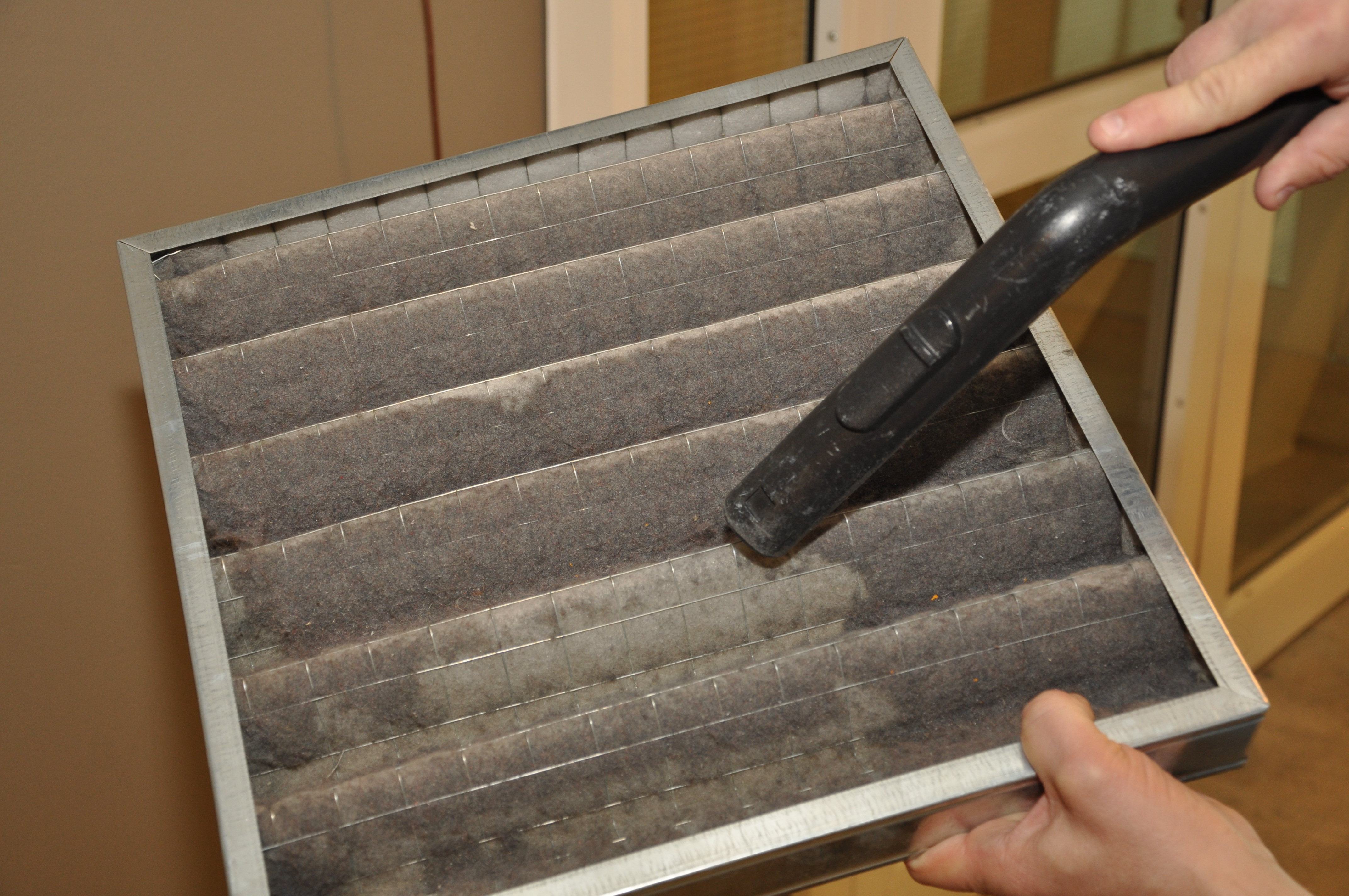
Pulizia di un filtro dell'aria.

Qualità dell'aria interna (IAQ) è un termine con cui si definisce la qualità dell'aria all'interno e intorno agli edifici e alle strutture tramite la misura la salubrità e il comfort in relazione agli occupanti.
L'IAQ può essere influenzata da contaminanti microbici (funghi, batteri), particelle sospese (fumi e polveri), gas (come monossido di carbonio, il radon, composti organici volatili) e ogni altro elemento che possa creare condizioni negative sulla salute.
Esistono diversi metodi per il miglioramento della qualità come la scelta di materiali idonei (materiali sintetici che non liberino loro componenti o monomeri), l'effettuazione di lavorazioni con apparati idonei all'ambiente (come il cucinare sotto idonee cappe aspiranti) e ad esempio la ventilazione naturale o controllata degli ambienti che porti a una diluizione degli eventuali contaminanti.

## Inquinamento negli Ambienti Indoor
In Italia, il Ministero dell'Ambiente nel 1991 definisce l'inquinamento indoor come la presenza nell'aria di ambienti confinati, di inquinanti chimici, fisici o biologici non presenti, naturalmente, nell'aria esterna. Nella pressoché totalità dei casi, nella media giornaliera, l'ambiente interno è sempre più inquinato dell'esterno, prelevando aria, eventualmente già contaminata, da quest'ultimo e sommando a questa ulteriori elementi.
Questo tipo d'inquinamento può essere provocato da attività personali, dalle attività professionali dei lavoratori, da ventilazione inadeguata, da materiali per la costruzione, dagli arredi e da metodi particolari di pulizia e dai prodotti impiegati, oltre che dalle attività metaboliche di piante e animali, e da processi di combustione.
I soggetti più sensibili agli effetti sulla salute dovuti all'esposizione degli inquinanti indoor, quindi esposti ad un maggiore rischio, sono gli anziani, i bambini, gli asmatici e le persone che soffrono di malattie cardiache e polmonari.

## Qualità dell'aria e salute
Alcuni studi effettuati hanno fatto emergere una forte correlazione fra esposizione in ambiente indoor inquinato e cancro ai polmoni e sintomi respiratori (allergie, infezioni).
La Sick Building Syndrome (SBS) è la definizione data ad una serie di sintomi legati alla presenza in edifici "malati", essa ha un'eziologia non definita e una sintomatologia non specifica.
La Sick Building Syndrome è caratterizzata da sintomi non gravi ma questi possono influire sull'assenteismo e la qualità professionale dei lavoratori, i sintomi sono per lo più di tipo respiratorio (naso e torace chiuso), ma anche di tipo cutaneo (secchezza della pelle) e altri sintomi come affaticamento e cefalea.
Per building related illnesses s'intendono le malattie che sono associate con certezza alla permanenza in ambienti confinati e con eziologia ben definita. Queste ultime sono : febbre di Pontiac (forma simil influenzale), malattia dei legionari (infezione polmonare), alveoliti, riniti e sinusiti e febbre degli umidificatori(sindrome da polveri organiche tossiche).
La Toxic Home Syndrome (THS) è la definizione dove la salute di una persona si deteriora a causa dell'aria interna della propria casa aumentando il rischio di cancro e malattie cardiache.
L'aria interna, nella definizione (THS) contiene all'interno, più di 900 sostanze chimiche potenzialmente dannose oltre alle voci sotto indicate.
Gli esperti avvertono le persone che devono garantire alle loro case adeguata ventilazione artificiale.

## Inquinanti chimici negli Ambienti Indoor
Le principali sostanze chimiche responsabili dell'inquinamento negli ambienti confinati sono: 
- Monossido di carbonio
- Fumo di tabacco
- Composti organici volatili (VOC)
- Amianto
- Fumo di legna
- Fibre di lana sintetiche (lana di roccia e lana di vetro)
- Antiparassitari (usati per zanzare ed altri insetti)
- Ossidi di zolfo e di azoto
- Ozono (emesso da alcuni tipi di stampanti laser e fotocopiatrici)
- Idrocarburi policiclici aromatici (IPA)

### Monossido di carbonio
L'ossido di carbonio o monossido di carbonio (CO) è un gas inodore, incolore, insapore, avente elevata affinità con l'emoglobina, che si forma nelle reazioni di combustione, in misura maggiore in quelle incomplete (per es. quando vi è un malfunzionamento degli impianti). Il monossido di carbonio rappresenta un rischio rilevante, specie negli ambienti confinanti, a causa delle sue caratteristiche chimico-fisiche che lo rendono impercepibile nell'ambiente. Il valore basale di concentrazione di CO nel sangue negli adulti sani è compreso tra 0,3-0,7%, negli adulti sani fumatori tra 5-9%. A bassissime dosi il CO non è pericoloso ma già a livelli di concentrazione nel sangue pari al 10-20% il soggetto avverte i primi sintomi dovuti all'esposizione di monossido di carbonio quali lieve emicrania e stanchezza. I sintomi precoci da intossicazione da CO sono aspecifici: nausea, debolezza, vertigini, cefalea, disturbi visivi. Livelli elevati di CO nel sangue portano all'ipossia dei tessuti con conseguenze a livello del sistema nervoso (coma e convulsioni 50-65%COHb) fino a causare la paralisi respiratoria e quindi la morte (70%COHb). L'effetto tossico dipende non solo dalla concentrazione del gas nel sangue e quindi nell'aria ma anche dal suo tempo di azione. Negli ambienti di lavoro il valore limite di concentrazione di CO nell'aria è definito come 10 mg/m^3 (circa 8 ppm). Il fenomeno delle intossicazioni domestiche da monossido di carbonio, riconducibili al rilascio di questo gas da impianti di riscaldamento autonomo e scaldabagni a gas, risulta tutt'altro che trascurabile ed in aumento negli ultimi anni. I motivi dell'aumento di tali episodi di intossicazione domestica sono: l'utilizzo di serramenti a tenuta stagna che riducono i ricambi d'aria naturali favorendo la permanenza di CO negli ambienti confinati, la carenza di sistemi di evacuazione, il largo impiego di gas nelle abitazioni, le volumetrie ridotte, l'aumento degli impianti di combustione individuali. La prevenzione volta, ad azzerare il rischio di intossicazioni, deve essere effettuata attraverso: interventi sulla sorgente (idonea manutenzione, sistemi di combustione e prese d'aria), captazione delle emissioni attraverso canne fumarie idonee, diluizione della componente residua dell'inquinante per mezzo di aperture fenestrate e ventilazione sussidiaria, rispetto delle normative e controlli, educazione della popolazione (la prevenzione è affidata alla responsabilità dei cittadini), inoltre tutti i locali in cui sono presenti impianti di combustione devono presentare aperture verso l'esterno. 

### Fumo di tabacco
Il fumo passivo (enviromental tobacco smoke o ETS) è stato classificato dallo IARC ed EPA come cancerogeno certo per l'uomo. Nel fumo di tabacco infatti sono presenti centinaia di sostanze tossiche quali ad esempio il monossido di carbonio, la nicotina, l'acroelina e mutagene come la formaldeide, il benzene, gli idrocarburi policiclici aromatici (IPA) e alifatici, e le N-nitrosamine. Studi epidemiologici hanno dimostrato un aumento delle patologie polmonari e cardiache, specie nei soggetti più suscettibili (bambini ed anziani), dovuto all'esposizione alle sostanze contenute nel fumo di tabacco. Si è osservato un incremento dei tumori al polmone, delle infezioni acute delle vie respiratorie, delle bronchiti croniche, del rischio di infarto e dell'asma bronchiale. Nei soggetti fumatori la Sick Building Syndrome ha una maggiore incidenza rispetto ai soggetti non fumatori. 

### Amianto (o asbesto)
L'amianto è stato enormemente utilizzato durante il boom edilizio per le sue numerose qualità (isolante termico, acustico, antifiamma ecc). Odiernamente ne è vietata l'estrazione, l'uso e la lavorazione; grandi quantità di esso sono però ancora presenti nelle case - soprattutto quelle costruite negli anni 1960-1970. La sua pericolosità risiede nella capacità di produrre fibre deteriorandosi; queste, entrando nel sistema respiratorio, possono provocare il mesotelioma pleurico, tumori e l'asbestosi. Non è stata accertata una quantità soglia di pericolosità, ma l'incidenza di tumori su persone lavoratrici nell'industria dell'amianto è evidente. Il pericolo di contrarre una malattia legata all'amianto è di molto maggiore per chi fuma per via delle conseguenti inferiori difese nelle vie respiratorie.

### Antiparassitari
Gli antiparassitari che normalmente si utilizzano negli ambienti interni hanno una quantità di sostanza attiva non elevata, normalmente però le sostanze utilizzate (coadiuvanti, propellenti ecc.) sono più pericolosi, per l'essere umano. 
Inoltre bisogna sommare gli antiparassitari usati all'esterno (giardino e coltivazioni) e i prodotti antimuffa.
Per prevenire concentrazioni eccessive negli ambienti interni bisogna provvedere ad arieggiare le stanze in cui sono stati utilizzati gli antiparassitari.

### Fibra di lana sintetica (lana di roccia e lana di vetro)
Sono una variegata gamma di sostanze e vengono suddivise in due categorie: fibre minerali artificiali organiche (MMOF) e fibre artificiali minerali (MMMF). Le MMMF sono nuovamente suddivise in materiali fibrosi (in particolare le fibre vetrose) e in fibre ceramiche.
Queste fibre di lana sintetica hanno rimpiazzato l'amianto nell'edilizia, nei trasporti , e nell'industria per la loro capacità di isolante termoacustico, quindi si ritrovano nella gran parte delle costruzioni ad uso abitativo.
La pericolosità di queste fibre dipende dalla loro grandezza e morfologia, negli ambienti interni comunque non sono presenti particolari concentrazioni di fibre pericolose. 

### Composti organici volatili
I composti organici volatili (VOC) costituiscono uno dei principali inquinanti chimici negli ambienti confinati. NE fanno parte molte sostanze, tra le quali il benzene e la formaldeide. La formaldeide è stata classificata dallo IARC come possibile cancerogeno per l'essere umano; la sua presenza nell'aria degli ambienti confinati è causa di irritazione degli occhi e delle vie respiratorie, mal di testa e sonnolenza. Le fonti di emissione di questa sostanza sono identificabili negli oggetti di arredamento, nelle resine, nei processi di combustione (è quindi presente anche nel fumo di tabacco), negli apparecchi per ufficio (fotocopiatrici), nei materiali da costruzione e nei prodotti per la pulizia, disinfezione e pittura. L'Organizzazione Mondiale della Sanità (WHO) ha stabilito una concentrazione limite di tale sostanza negli ambienti indoor pari a 0.1 mg/m3.
I livelli della formaldeide vengono citati nella Circolare del Ministero della Sanità n° 57 del 22 giugno 1983, con un limite
massimo di esposizione di 0,1 ppm (0,124 mg/m3) negli ambienti di vita e di soggiorno, limite in via sperimentale e provvisoria.

L'emissione di formaldeide è tanto più importante quando più il materiale è giovane, in quanto con il passare del tempo l'emissione si attenua.

All'aumentare della concentrazione della formaldeide aumentano gli effetti o impatti sulle persone, generalmente non si apprezzano disturbi al di sotto dei 0.2 mg/m3, superato questo valore si può avere irritazione, superati i 3,71 mg/m3 l'ambiente è sopportabile per 30 minuti.
La comunità scientifica è diffusamente d'accordo che la salute ambientale e le esposizioni ai singoli COV e SVOC (Semi-Volatile Organic Compunds) in ambienti abitativi non siano efficaci nell'individuare i problemi e sintomi di salute, ma che l'impatto maggiore si ha con la combinazione delle sostanze chimiche in questione.
I livelli di TVOC inferiori a 0,2 mg/m3 non sembrano avere effetti sulla salute, superati i 3 mg/m3 si ha disagio, irritazione e mal di testa, mentre con valori superiori a 25 mg/m3 si hanno effetti neurotossici.

### Ossidi di azoto
I più importanti dal punto di vista biologico è il biossido d'azoto (NO2) e l'ossido di azoto (NO). Principalmente negli ambienti indoor sono emessi dalla combustione nei bruciatoti a gas o a combustibili liquidi per il riscaldamento o per cucinare.
Da indagini epidemiologiche i valori che alterano la capacità respiratoria dei soggetti sani e di 1880 µg/m³ e per quelli asmatici (o con problemi respiratori cronici) e di 560 µg/m³. Questo dato rapportato al valore medio di 2000 µg/m³ durante l'utilizzo di questi bruciatori per la cottura, ci indica la pericolosità di questo composto ed è per questo che molti paesi hanno adottato valori limite degli ossidi d'azoto ben sotto la soglia dei 560 µg/m³.

### Ossidi di zolfo
Le fonti principali di questa sostanza sono radiatori a cherosene, fumo di tabacco e soprattutto derivanti dalla mancanza di tubi di scarico di radiatori e stufe a gas. La maggior quantità di SOx si riscontrano in cucine e locali caldaie. Questa sostanza producono gli stessi effetti biologici e sanitari degli ossidi di azoto.

### Ozono
L'ozono si presenta (in natura) come un gas di colore azzurro ed è naturalmemtente presente negli strati più alti dell'atmosfera. 
Negli ambienti confinati le fonti di produzione sono quei macchinari che lavorano ad alte tensioni come stampati a laser o fotocopiatrici. A basse concentrazioni provoca mal di testa e spossatezza, mentre a concentrazioni più alte irrita le vie respiratorie peggiorando la situazione negli episodi di asma. L'unico modo per limitare la presenza di questo inquinante è razionalizzare l'utilizzo dei suddetti macchinari.

### IPA (Idrocarburi Policiclici Aromatici)
Gli IPA o idrocarburi policiclici aromatici sono un'ampia gamma di composti a uno o più anelli benzenici aromatici. La fonte primaria sono le combustioni incomplete di materiale organico oppure derivanti dall'uso di combustibili come olio, carbone, legno e combustibile per la produzione di energia.
Negli ambienti interni le fonti sono forni a legna, caminetti, fumo di tabacco e da cibi cucinati sulls fiamma o affumicati. La concentrazione di IPA dipende anche dalla quantità esterna, infatti hanno la proprietà di legarsi alla polvere. Questi IPA depositati sulla polvere vengono trasportati in ambienti confinati legandosi a indumenti e scarpe.

## Inquinanti biologici negli Ambienti indoor
I principali agenti causali di questo tipo d'inquinamento sono i microrganismi viventi come ad esempio, batteri, virus, spore e ife fungine (muffe), ma anche particelle non vitali come escrementi e derivati di acari, escrezioni di animali, endotossine, pollini, insetti e parassiti.
Specialmente ad alcune temperature, un'eccessiva umidità relativa (RH) all'interno degli ambienti indoor, può facilitare la formazione di muffe, causando danni strutturali agli edifici.
Tra questi tipi d'inquinanti è da ricordare il batterio Legionella, che vive in ambiente aerobico. Il suo habitat naturale è l'acqua; temperature tra 25 °C e 42 °C favoriscono il suo mantenimento nell'ambiente. Legionella è l'agente causante la malattia del legionario (legionellosi); gli ambienti più a rischio sono tutti quegli impianti idrici che comportano un riscaldamento dell'acqua e la sua nebulizzazione attraverso docce, 
rubinetti, fontane ornamentali in  strutture come alberghi, scuole, ospedali, piscine, terme.
Anche la cosiddetta Febbre degli umidificatori è causata dalla presenza negli impianti di condizionamento d'aria di microrganismi e le loro tossine.

## Inquinanti fisici negli Ambienti indoor
L'inquinamento fisico indoor è composto da una serie di elementi nocivi per l'uomo che includono fonti sia facilmente riscontrabili dalle persone che sono presenti fisicamente in tali ambienti (rumore, umidità, luce), sia fonti riscontrabili con strumenti adeguati (radon, radiazioni non ionizzanti). Elemento accomunante per tutte queste sorgenti dannose è la loro origine che può essere sia esterna ai locali sia interna.
Ricapitolando l'inquinamento fisico è composto da :
- radon
- radiazioni non ionizzanti
- rumore
- umidità

### Rumore
Il rumore viene definito come il percepimento di un suono sgradevole, in realtà esso non è un unico suono definito ma una sovrapposizione di un numero indefinito di suoni, questi ultimi intesi come onde di pressione con andamento prevedibile in frequenza, forma ed ampiezza.
Le caratteristiche del suono (e quindi anche dei rumori) sono: la frequenza (divisa in infrasuoni, banda dell'udibile e ultrasuoni); l'intensità sonora (definita come intensità dell'energia nell'unità di tempo) ;la propagazione che solitamente è rettilinea ma in presenza di un ostacolo si verifica riflessione o rifrazione.
Il rischio da rumore negli ambienti indoor è spesso collegato ai grandi centri abitati, in quanto le sorgenti principali possono essere individuate nel traffico veicolare e quello aereo; ma ,come già detto in precedenza, ci può essere anche un'origine interna, in questo caso spesso dovuta ad impianti termici e idraulici e ad apparecchiature domestiche.
Gli effetti sull'uomo sono divisibili in : danno ,distinto in cronico (ipoacusia da trauma acustico cronico) e acuto (ipoacusia da trauma acustico acuto); disturbo; fastidio; effetti extrauditivi (evidenziabili come fattori stressogeni e raggruppabili in aumenti di pressione sanguigna, ritmo cardiaco e vasocostrizione). Bisogna precisare che ci sono differenze di percepimento del rumore dovute alla sensibilità individuale, infatti l'effetto di questi fattori dipende da come un soggetto "reagisce" fisicamente al rumore stesso e da come lo gestisce (percezione soggettiva),dall'atteggiamento generale nei confronti della sorgente e dalla prevedibilità e continuità del rumore.
I fattori di prevenzione dal rischio rumore sono dapprima la razionalizzazione del traffico veicolare nei centri abitati (zone a traffico pedonale e ZTL) e lo spostamento del traffico di passaggio in circonvallazioni e tangenziali. Infine l'installazione di pannelli fonoassorbenti e fonoriflettenti all'interno, che riducono molto l'impatto del rumore sulla qualità della vita.

## L'umidità
L'umidità in ambiente confinato dà l'indicazione del contenuto di vapore acqueo in quella determinata massa d'aria. Si distingue fra: assoluta (aumenta all'aumentare della temperatura), umidità specifica (varia secondo temperatura e pressione), relativa (rapporto tra umidità assoluta e umidità di saturazione).
Al pari della temperatura l'umidità dell'aria varia da zona a zona e da un istante all'altro, dipendendo dalla diversa intensità con la quale si verificano i processi della ridistribuzione nell'atmosfera del vapore acqueo liberato dalla superficie.
Il rischio di un'eccessiva umidità è un problema spesso presente nelle abitazioni. In questo caso è fondamentale distinguere la sorgente da cui proviene, cioè se viene da infiltrazioni dall'esterno oppure da tubazioni interne o rugiada interna.
Nei casi di umidità proveniente dall'interno il problema è risolvibile tramite operazioni di coibentazione della parete o riparando le tubazioni guaste. Invece nei casi di umidità dall'esterno la questione diventa più complicata e bisognerà agire tramite appositi intonaci additivati o con specifiche pompe che iniettano alla base del muro una barriera chimica a base di resine.

## Radon
Il radon è un elemento chimico naturale derivante dal decadimento del torio e dell'uranio. Le sue caratteristiche sono l'elevata radioattività e la non combustibilità (essendo un gas inerte), inoltre è incolore, inodore e insapore (per questo difficile da percepire attraverso i sensi). Durante il decadimento (il suo isotopo più stabile è il radon 222 che decade nel giro di pochi giorni) avviene un'emissione di particelle alfa che provocano effetti cancerogeni (neoplasie) per inalazione.
La fonte principale è il suolo dato che il radon è presente nella crosta terrestre, ma anche all'interno dei materiali come il tufo e granito. Il rischio da radon è prettamente specifico degli ambienti chiusi visto che in quelli aperti è facilmente disperdibile nell'aria o nell'acqua. Bisogna inoltre tenere in considerazione gli effetti sinergici che il radon ha con il fumo di sigaretta.
La prevenzione viene fatta tramite monitoraggio con strumentazione adeguata ed aerazione dei locali più esposti (seminterrati, interrati, cantine).

### Onde elettromagnetiche non ionizzanti
All'interno dell'ambiente domestico ci possono essere anche campi a radiofrequenza e a microonde, generati dall'utilizzo di forni o altre attrezzature. Le fonti principali di campi elettromagnetici sono: le attrezzature con riscaldamento a resistenza o elettriche; attrezzature dotate di motori elettrici e attrezzature con lampade elettriche. Le fonti esterne di radiazioni elettromagnetiche sono spesso causate da campi indotti dalle linee elettriche ad alto voltaggio nelle vicinanze di zone residenziali.

## Riferimenti normativi
- Linee guida per la tutela e la promozione della salute negli ambienti confinati. Accordo del 27/09/2001 tra il Ministero della salute, le Regioni e le Provincie autonome.
- Linee guida su microclima, aerazione e illuminazione nei luoghi di lavoro. Coordinamento tecnico per la sicurezza nei luoghi di lavoro delle Regioni e Provincie autonome, 1/06/2006
- Testo Unico sulla Salute e Sicurezza nei Luoghi di Lavoro - Decreto Legislativo 81/08
- Procedura Operativa per la valutazione e gestione dei rischi correlati all'igiene degli impianti di trattamento aria - Conferenza Stato / Regioni del 07/02/2013 repertorio atti n.55/CSR del 7 febbraio 2013